# Johannes Kerer
Johannes Kerer (* um 1430 in Wertheim; † 23. September 1506 in Augsburg) war ein Universitätslehrer, Münsterpfarrer in Freiburg und Weihbischof in Augsburg.

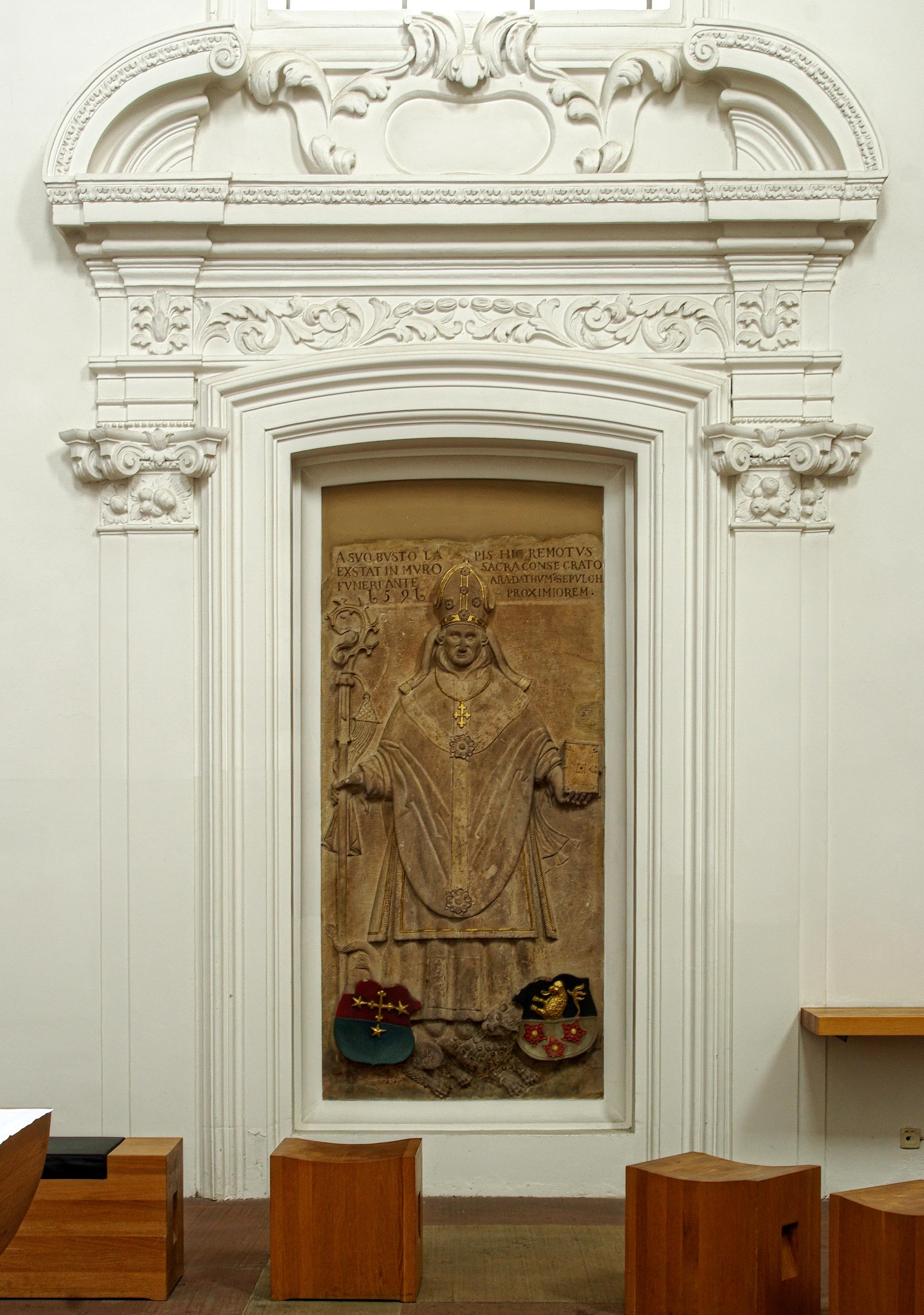
Epitaph in der Freiburger Universitätskirche

## Leben
Als Sohn eines Webers in Wertheim besuchte Kerer in seiner Jugend eine gräfliche Schule, was schon seinen späteren Weg als Geistlicher vorzeichnete. 1451 begann er sein Studium an der Artistenfakultät an der Universität Heidelberg. Möglich war ihm dieses Studium durch ein Stipendium des Dionysianums, der damals größten Studentenburse der Stadt. Nachdem er seine Universitätsausbildung mit dem Baccalaureat 1453 und der Magisterwürde 1456 abgeschlossen hatte, wurde er an die gerade gegründete Universität Freiburg als Professor für die vetus ars berufen. Bis zur Aufnahme des Lehrbetriebs 1460 arbeitete er als Leiter der Freiburger Partikularschule. Von 1462 war er Dekan der Artistenfakultät, bis er 1474 aus dem Lehrbetrieb ausschied, um nach Diakonen- und Priesterweihe Pfarrrektor im Freiburger Münster zu werden. Während dieser Zeit widmete er sich weiterhin dem Studium, wovon die Promotion in den beiden Rechten 1481 zeugt, und wurde im Jahr darauf zum Rektor der Universität gewählt.
Am 24. Februar 1493 wurde er schließlich zum Weihbischof in Augsburg berufen und am 8. Mai in Rom zum Bischof geweiht. Am 14. September 1506 legte er dieses Amt aus gesundheitlichen Gründen nieder und starb eine Woche später in Augsburg. Er wurde nach seinem Tod nach Freiburg überführt und in der Kapelle des Collegium Sapientiae begraben.

## Leistungen
Auf Kerer geht die Gründung der Studentenburse Collegium Sapientiae in Freiburg im Breisgau zurück. Während seiner Tätigkeit bekam Kerer einige Pfründen zusätzlich zu seinem Gehalt zugesprochen, so dass er sich im Laufe seines Lebens ein beachtliches Vermögen ansparte. Den Entschluss, damit eine Burse zu stiften, fasste er wohl in den 90er Jahren des 15. Jahrhunderts, was man am Kauf der dafür bestimmten Häuser in Nussmann-, Herren- und Engelstraße in den Jahren 1497 bis 1504 sehen kann. Die Stiftung legte Kerer in seinem Testament von 1496 fest, die Statuten für die Burse ein Jahr später. Das Collegium Sapientiae war nach der Pfauenburse die zweite Einrichtung dieser Art in Freiburg und das älteste Wohnheim der Stadt, welches bis heute existiert.